# Tommy Sparks
 (avril 2024).
Tommy Sparks (de son vrai nom : Daniel Lindegren) est un musicien suédois de musique pop-alternative.
Il réside à Londres, Royaume-Uni.
Il est essentiellement connu pour avoir travaillé sur son album éponyme, "Tommy Sparks", sorti le 11 mai 2009. Des titres comme "She's got me dancing" ou encore "Miracle" sont des titres phares de l'album.
"She's got me dancing" a d'ailleurs été utilisé comme fond sonore à la pub de l'Ipod Touch et pour la pub de "Just Dance 3".
Daniel est en tournée avec le chanteur de Bloc Party, Kele Okereke. Il fait partie du groupe qui accompagne Kele depuis maintenant un an, pour la carrière solo du leader de Bloc Party.
Cette collaboration avec Kele Okereke n'est pas la première. Daniel a remplacé temporairement le bassiste de Bloc Party, Gordon Moakes, pour cause de congé paternité. Un intérim assuré pendant quelques mois pour la tournée du groupe britannique.